# Landschaftsschutzgebiet Bachniederung nordöstlich Schlangen

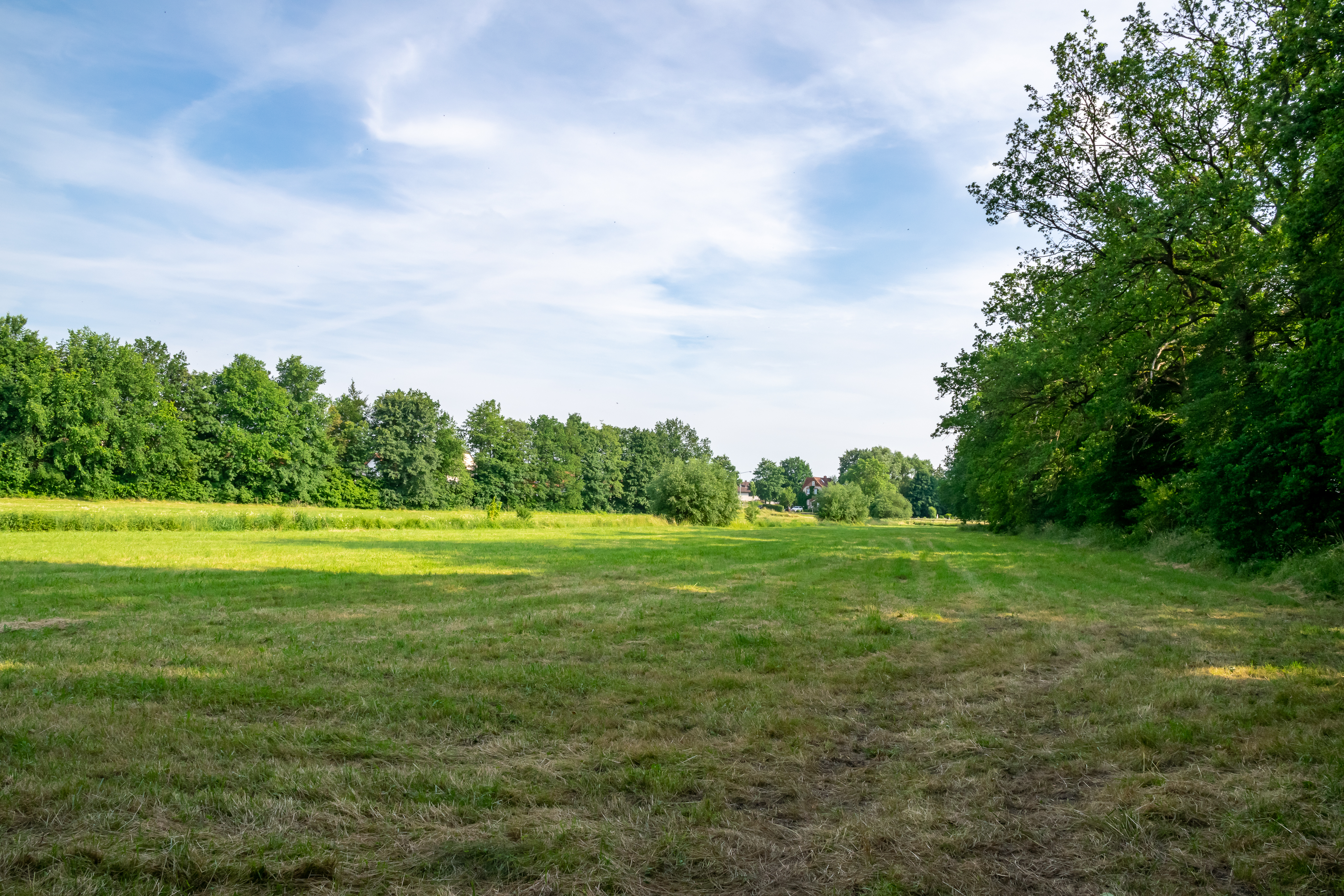
Landschaftsschutzgebiet Bachniederung nordöstlich Schlangen

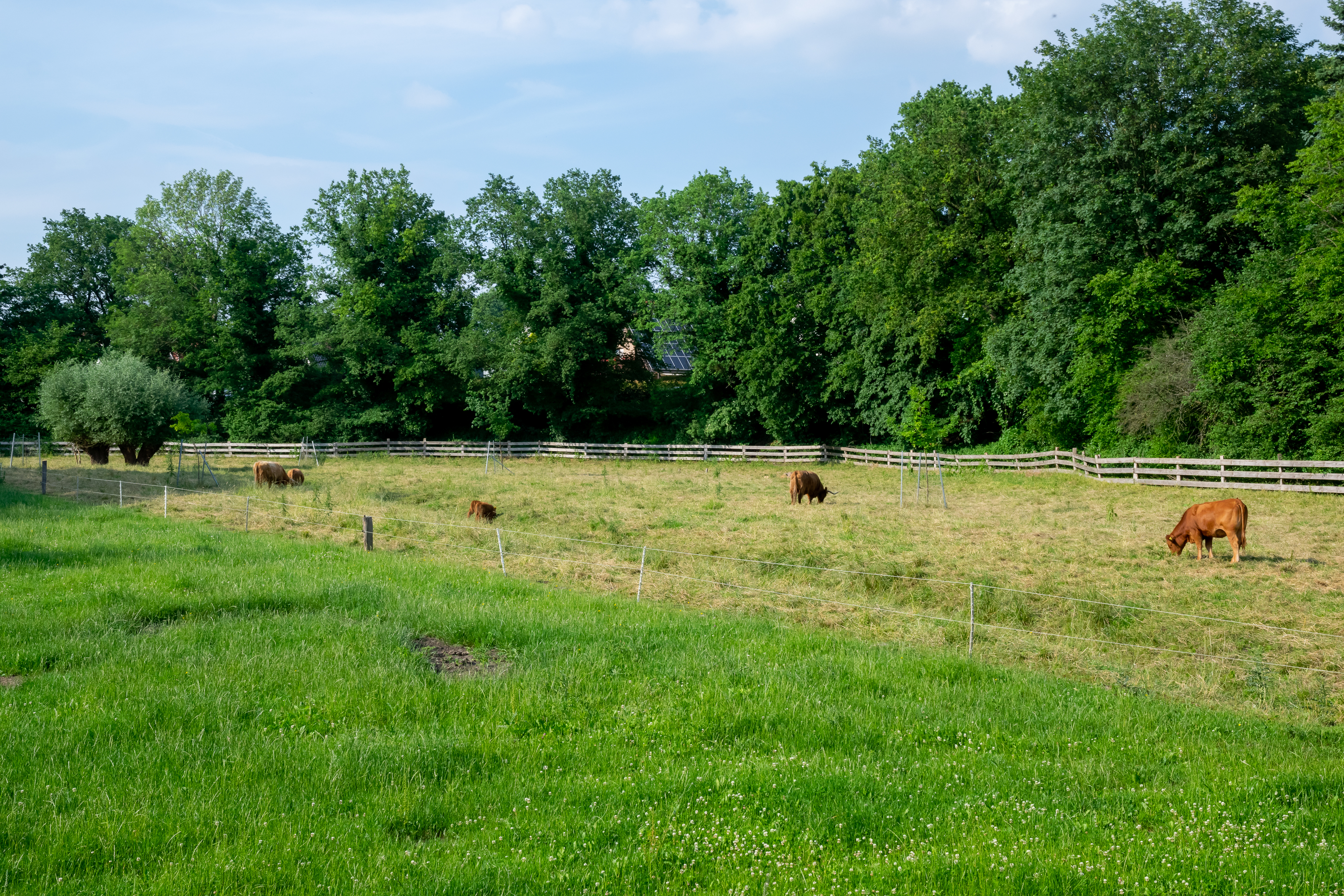
Rinderweide

Das Landschaftsschutzgebiet Bachniederung nordöstlich Schlangen mit etwa 12 ha Flächengröße liegt im Gemeindegebiet von Schlangen. Es wurde 2005 mit dem Landschaftsplan  Nr. 10 Horn-Bad Meinberg/Schlangen durch den Kreistag des Kreises Lippe als Landschaftsschutzgebiet (LSG) ausgewiesen.

## Beschreibung
Die Bebauung von Schlangen grenzt fast überall direkt an. Das Naturschutzgebiet Strotheniederung grenzt nördlich, nur durch die Straße An den Knickwiesen getrennt, an. Das LSG umfasst die Bachniederung vom Schlänger Bach. Das LSG wird durchgängig als Grünland genutzt, dass durch Gehölzstreifen, Baumgruppen und Kopfweiden gegliedert ist. Das Grünland nutzt man als Mähfläche.

## Schutzzwecke für das LSG
Laut Landschaftsplan erfolgte die Ausweisung des LSG
- „zur Erhaltung der Leistungsfähigkeit des Naturhaushaltes,“
- „zur Erhaltung und Wiederherstellung eines Waldbereiches mit unterschiedlichen Feuchtestufen,“
- „zur Erhaltung eines Waldkomplexes in der Zerfallphase, wegen der Eigenart und Schönheit des alten Hudewaldes,“
- „zur Sicherung der das Landschaftsbild prägenden Alt- und Totholzbestände.“[1]

## Rechtliche Vorschriften
Im Landschaftsschutzgebiet ist unter anderem das Errichten bzw. Anlegen von Bauten und Fischteichen verboten. Grün- und Brachland darf nicht in eine andere Nutzungsart umgewandelt oder umgebrochen werden. Es ist im LSG verboten, Hunde frei laufen zu lassen, ausgenommen ist die ordnungsgemäße Jagd und Hof- und Gartenbereiche. Obstbäume auf Obstwiesen und Einzelbäume dürfen nur gefällt werden, wenn dies einvernehmlich mit der Unteren Landschaftsbehörde abgestimmt wurde und entsprechende Ersatzbäume gepflanzt werden.